# Stephanopis quimiliensis
Stephanopis quimiliensis är en spindelart som beskrevs av Cândido Firmino de Mello-Leitão 1942. Stephanopis quimiliensis ingår i släktet Stephanopis och familjen krabbspindlar. Inga underarter finns listade i Catalogue of Life.